# Прудці
Прудці́ (рос. Прудцы) — присілок у складі Дмитровського міського округу Московської області, Росія.

## Населення
Населення — 45 осіб (2010; 51 у 2002).
Національний склад (станом на 2002 рік):
- росіяни — 94 %